# K’inich Kan Bahlam III
K’inich Kan Bahlam III znany też jako Upakal K’inich lub Upakal K’inich Janaab Pakal – majański władca miasta Palenque i następca K’inich Janaab Pakala II.
Jego imię nie pojawia się w żadnej inskrypcji w Palenque, co sugeruje, że jego rządy trwały bardzo krótko lub z jakichś powodów były problematyczne. Jedyna wzmianka na jego temat pojawia się na steli z Pomony, która znajdowała się wówczas w strefie wpływów Palenque. Tekst wspomina o obchodach cyklu kalendarzowego z 9 maja 751 roku, w których władca brał udział.
Ponieważ był to okres poważnego osłabienia miasta i ciągłych niepokojów, wyjaśnieniem niejasnej kwestii króla jest być może tekst z Toniny, który mówi o zwycięstwie króla K’inich Tuun Chapaata nad Palenque. Znajduje się tam też wizerunek jeńca, lecz nie wiadomo czy był to władca Palenque, czy jeden z dostojników ponieważ tekst pod nim uległ zniszczeniu.